# 요니 뮈라
요나스 요니 뮈라(핀란드어: Joonas "Joni" Myrrä, 1892년 7월 13일 ~ 1955년 1월 22일)는 핀란드의 육상 선수로 1912년, 1920년과 1924년 하계 올림픽에 출전했다.
비푸리 주 사비타이팔레에서 태어난 뮈라는 1912년 하계 올림픽에 나가 창던지기 종목에서 8위를 했다.
8년 후 안트베르펀에서 열린 하계 올림픽에서 그의 왼쪽 팔은 워밍업 사고로 부러졌다. 그럼에도 불구하고 뮈라는 65.78m의 올림픽 기록과 창던지기 종목에서 이길 수 있었다. 그는 또한 원반던지기 종목에서 12위를 했지만, 5종 경기 예선에서 탈락했다.
뮈라는 성공적으로 1924년 하계 올림픽에서 자신의 창던지기를 방어한 후, 핀란드에서 재정적인 문제로 미국으로 달아나 1955년 샌프란시스코에서 죽었다.
그는 1919년 8월 24일 스톡홀름에서 하나의 공식적으로 비준된 66.10m의 세계 기록을 세우고, 1925년 9월 27일 버지니아주 리치먼드에서 이룬 68.55m의 자신의 개인 전력을 포함하여 공식적 기록을 넘은 몇몇의 다른 상연들이 여러 이유들을 위하여 비준되지 않았다.

## 참조
1. ↑  Arponen, Antti O. (1996). 《Olympiakisat Ateenasta Atlantaan》. WSOY. ISBN 951-0-21072-2.
2. ↑  요니 뮈라 보관됨 2009-10-12 - 웨이백 머신. sports-referencs